# Corin Redgrave
Corin Redgrave (16. srpnja 1939. – 6. travnja 2010.), britanski filmski, televizijski i kazališni glumac.